# Sol de tentación
Sol de tentación (en inglés Temptation Sun) es una telenovela venezolana de 1996 escrita por Elizabeth Alezard, Perla Farías, María Antonieta Gutiérrez, Vivel Nouel y Óscar Urdaneta, bajo la dirección de Rafael Gómez y producción de Venevisión.
Está protagonizada por Natalia Streignard y Miguel de León, con las participaciones antagónicas de Fabiola Colmenares y Adolfo Cubas. Cuenta con las actuaciones estelares de Ana Karina Manco, Fedra López, Jonathan Montenegro, Julio Pereira y Marita Capote además de la actuación especial de Yanis Chimaras.

## Sinopsis
La protagonista de Sol de tentación es Sol Romero, una chica pobre que vive con su padre, Hipólito Romero, en un viejo barco anclado en la orilla de un pequeño pueblo costero. Para la joven, la pesca y la navegación son sus dos grandes pasiones, y el mar, su hogar. La tragedia ha marcado la vida de Sol desde su infancia; siendo niña, su madre la abandonó para fugarse con un turista adinerado, y años después, su hermano Daniel perdió la vida en el mar.
Por otro lado, tenemos a Armando José Santalucía, un joven apuesto y rico de la capital que está de vacaciones en el yate de su familia con sus amigos y su arrogante novia, Martita Irazábal. Sin embargo, un accidente de barco hace que inicialmente a Armando José y Sol se conozcan.
Los dos jóvenes vuelven a encontrarse en un festival callejero en la ciudad; consumidos por una atracción irresistible, comienzan un apasionado romance. Martita, loca de celos, se propone hacer todo lo posible para destruir el amor entre ambos. A base de mentiras e intrigas, Martita logra que Armando José comience a desconfiar de Sol y ponga fin a la relación entre ambos. Desilusionado, Armando José se casa con Martita, mientras que Sol, llevada por la desesperación, decide casarse con Rildo Castillo, un antiguo pretendiente, a pesar de estar embarazada de Armando José.
Quince años más tarde, Sol y Armando José se reencuentran y descubren para su gran consternación que sus respectivos hijos se han enamorado entre sí.
Sólo el amor verdadero podrá reunir a Sol y Armando José y permitirles recuperar el tiempo perdido. Mientras tanto, sus hijos, Alina y Luis Alejandro, se aman cada vez más, y tendrán que luchar contra todos los obstáculos en el camino de su felicidad final.

## Reparto
- Natalia Streignard como Sol Romero / Ariadna
- Miguel de León como Armando José Santalucía
- Aroldo Betancourt como Rildo Castillo
- Fabiola Colmenares como Marta Irazábal
- Adolfo Cubas como Emilio Berdugo
- Julio Pereira como Moisés Irazábal (Daniel Romero*)
- Ana Karina Manco como Sandra Ríonegro
- Jorge Palacios como Rogelio Santalucía
- Marita Capote como Soledad (Mónica de Romero)
- Jonathan Montenegro como Luis Alejandro Castillo Romero/Santalucía Romero
- Jennifer Rodríguez como Alina Santalucía Irazábal/Berdugo Irazábal
- Virginia García como Estrellita Marina Castillo
- Adelaida Mora como Gabriela Domínguez
- Mauricio González como Hipólito Romero
- Vangie Labalán como Fabiola Castillo
- Albi De Abreu como Ezequiel
- Fedra López como Katiuska
- Rosita Vásquez como Casta de Castillo
- Laura Serra como María Moñitos
- Cristina Obin como Lourdes de Santalucía
- José Torres como Casimiro Castillo
- Rita de Gois como Esther de Irazábal
- Rodolfo Drago como Arturo Irazábal
- José Rubens como Borregales
- Eliseo Perera como Toribio
- Julio Capote como Padre Felicio.
- Yanis Chimaras como Gonzalo Santalucía
- Patricia Oliveros como Irene Santalucía
- José Romero como Ausencio
- Beba Rojas como Noche
- Manolo Manolo como Señor Bello
- Francisco Ferrari como Don Francisco
- Deyanira Hernández como Alysson
- Jhonny Zapata como Reinaldo
- Antonio Machuca como Mercurio
- Jenny Valdéz como Mirna
- Wilmer Machado como Guallallo
- Asdrúbal Blanco como Quintico Segundo García (Antonio)
- Yina Vélez como Marialex
- Andreina Yépez como Robustiana
- José Vieira como Dr. Enrique Ramos Urdaneta
- Niurka Acevedo como Rubí
- Jimmy Verdum como Jean
- Nancy González como Salomé de Ríonegro
- Martha Mijares como Ana María
- Ana Massimo como Carla Ramos
- Ivette Domínguez como Jade
- Belén Peláez como Zafiro
- Julio César Castro
- Miguel Ángel Pérez como Pepe
- Olga Henríquez
- Olga Castillo como Chepa García
- José Zambrano como Eduardo
- Iñaki como Albert
- Raúl Medina como Hinojosa
- Alberto Sunshine como Alexis Hurtado / Gonzalo Jr.
- Humberto Tancredi como Señor Feo
- Marco Antonio Casanova como Doctor
- León Benchimol
- Beatriz Villarreal
- Cristina Barrios
- Nino Salazar
- Ángela Hernández
- Félix Perdomo
- Victoria Kahuan
- Raiza Celis
- Frank Méndez
- Regino Giménez
- Isabel Herrera
- Ana Zambrano
- Jhonny Nessi
- Merce Celis
- Jean Polanco
- Juan Galeno como Pantoja
- Aurora Vizcaíno

NIÑOS:
- Lucy Sandoval como Sol Romero / Luna Santalucía Romero
- Mervin Pita como Daniel Romero

## Producción
- Original de: Vível Nouel
- Libretos: Vível Nouel, Perla Farías, Oscar Urdaneta, María A. Gutiérrez, Elizabeth Alezard
- Dirección de fotografía: Elo Machado
- Escenografía: Ramón Mendoza
- Vestuario: José Luis Melan, Alberto Hernández
- Maquillaje: Luisa Marcano
- Música: Daniel Espinoza
- Musicalización: Oscar García L.
- Tema musical: La llamada del amor
- Intérprete: José Luis Rodríguez
- Coordinación de Posproducción: Henry Cesares
- Edición: Orlando Manzo
- Dirección de exteriores: Luis Gaitán, Omar Hurtado
- Producción general: Sandra Rioboo
- Producción ejecutiva: Henry Ramos
- Dirección de producción: Arquímedes Rivero
- Dirección general: Rafael Gómez

## Cronología
- Sustituye a Quirpa de tres mujeres en el horario de las 9:00 p. m.
- Tras finalizar la telenovela, cede su horario a Todo por tu amor de lunes a sábado a las 9:00 p. m.
- La sucede la retransmisión de Corazón salvaje a partir del 16 de abril de 1997 de lunes a viernes a las 8:00 p. m., y luego a partir del 23 de abril de 1997 cambia de lunes a sábado a las 10:00 p. m.

## Dato curioso
En esta telenovela participan algunos actores de la versión anterior titulada Paraíso (telenovela de 1989)
- Marita Capote (Parchita), hizo del personaje de Virginia García (Estrellita Marina)
- Laura Serra (Doña Purificación), hizo el personaje de Rosita Vásquez (Casta de Castillo)
- José Rubens (Marcelo, el tío que hereda a Eva Julieta)
- Francisco Ferrari (Nicodemo Fortunato, papá de Eva Julieta)
- José Vieira (Gabriel, hijo de Eva Julieta), hizo el personaje de Jonathan Montenegro (Luis Alejandro)

## Parodia
- Sil de Tintacion

- Datos: Q6131343